# Otthon, édes pokol
Az Otthon, édes pokol (eredeti cím: Home Sweet Hell) 2015-ben bemutatott amerikai thriller-filmvígjáték, melyet Anthony Burns rendezett. A főbb szerepekben Patrick Wilson, Katherine Heigl, Jordana Brewster, Kevin McKidd A. J. Buckley, Chi McBride és James Belushi látható.
Az Amerikai Egyesült Államokban 2015. március 13-án mutatták be a mozikban a Vertical Entertainment forgalmazásában. Magyarországon 2015. május 29-én adták ki DVD-n.

## Szereplők
| Szerep            | Színész          | Magyar hang       |
| ----------------- | ---------------- | ----------------- |
| Don Champagne     | Patrick Wilson   | Rajkai Zoltán     |
| Mona Champagne    | Katherine Heigl  | Szávai Viktória   |
| Dusty             | Jordana Brewster | Nemes Takách Kata |
| Freeman           | Kevin McKidd     | Stohl András      |
| Les               | James Belushi    | Vass Gábor        |
| Murphy            | A. J. Buckley    | Nagypál Gábor     |
| Benji             | Heath Freeman    | Géczi Zoltán      |
| Allison Champagne | Madison Wolfe    | Szűcs Anna Viola  |
| Andrew Champagne  | Aiden Flowers    | Pál Dániel Máté   |